# Proctalgia fugax
Die Proctalgia fugax (lateinisch proctalgia = „Afterleiden“, fugax = „flüchtig“) ist ein anorektales Schmerzsyndrom, das mit kurzzeitigen krampfartigen Schmerzzuständen im Anal- und Mastdarmbereich einhergeht.

## Verbreitung
Die Proctalgia fugax kommt bei 8 bis 18 % der Bevölkerung vor. Da die Beschwerden oft nur sehr kurzzeitig und selten auftreten, suchen nur zwischen 17 und 20 % der Betroffenen ärztliche Hilfe. Frauen sind etwas häufiger betroffen. Am häufigsten kommt die Proctalgia fugax bei Patienten unter 45 Jahren vor.

## Ursachen und Pathophysiologie
Aufgrund der nur kurzzeitig andauernden Symptome sowie des unregelmäßigen und seltenen Auftretens gibt es keine pathophysiologisch verwertbaren Untersuchungsergebnisse. Es gibt Hinweise darauf, dass Spasmen der glatten Muskulatur des Rektums für die Beschwerden verantwortlich sind. So finden sich bei den Patienten anorektale Muskeldysfunktionen während einer Attacke, während in beschwerdefreiem Zustand keine Auffälligkeiten vorhanden sind. Viele Patienten werden als übermäßig perfektionistisch, ängstlich oder hypochondrisch beschrieben. Allerdings wird eine psychosomatische Ursache heute nicht mehr angenommen, auch wenn Stress Symptome auslösen kann. Auch berichteten 15 % der betroffenen Männer in Untersuchungen von einer erhöhten Wahrscheinlichkeit für einen Anfall nach der Ejakulation. Da es aber auch hier noch an methodisch besseren Daten fehlt, ist nicht ausgeschlossen, dass auch bei Frauen nach sexueller Aktivität die Wahrscheinlichkeit eines Anfalls steigt.

## Klinische Erscheinungen
Betroffene klagen über plötzlich auftretende anorektale Schmerzen, die zwischen wenigen Sekunden und einigen Minuten anhalten können. Oft werden die Patienten im Schlaf überrascht. Es können zusätzliche Symptome wie Übelkeit, Schwindel oder Stuhldrang auftreten.

## Untersuchungsmethoden
Die Diagnose wird durch Anamnese gestellt. Bei der körperlichen Untersuchung lässt sich eine Kokzygodynie durch eine digital-rektale Untersuchung ausschließen.

## Differentialdiagnose
Es gibt eine Reihe von Erkrankungen, die ähnliche anorektale Beschwerden auslösen können wie die Proctalgia fugax. So zeigen sich beim Levator ani Syndrom chronische oder episodenhaft wiederkehrende Schmerzen bis zu 20 Minuten und länger. Differentialdiagnostisch ist ebenfalls an eine Kokzygodynie zu denken.

## Behandlung
In leichteren Fällen Calciumantagonisten wie Diltiazem oder Nifedipin-Salbe, Salbutamol-Einatmung, und lokales Nitroglycerin. Bei Patienten mit regelmäßigen, starken, andauernden Anfällen hat inhaliertes Salbutamol die Dauer verkürzt.
Im Anfallsstadium werden Lockerungsübungen für den anorektalen Muskelapparat empfohlen. Gehen, Hockstellung oder lokale Wärme können entspannend und schmerzlösend wirken.
Lokale Massage des Perineums oder Massage des Rektums können die Schmerzattacke ebenfalls beenden.
Bei einer medikamentösen Therapie mit Nitroglycerinpräparaten soll dies die Anfallshäufigkeit reduzieren. Die Patienten sollten aufgeklärt werden, um ihnen Ängste vor Tumoren zu nehmen. Nach einer Pudendusblockade verschwanden bei bis zu 65 % der Betroffenen die Symptome und konnten bei weiteren 25 % gebessert werden. Vereinzelt werden positive Effekte von Nitratsalben oder Magnesiumgabe beschrieben.

## Prognose
Die Datenlage erlaubt keine sichere Aussage über Heilungsaussichten oder Prognose. Eine wirksame Prophylaxe ist nicht bekannt.

## Geschichte
Die Erstbeschreibung erfolgte 1883 durch den englischen Arzt A. S. Myrtle, dem in seiner Praxis mehrere Patienten mit ungeklärten analen Beschwerden aufgefallen waren.